# بسلن
بسلن (به بلغاری: Beslen) یک منطقهٔ مسکونی در بلغارستان است که در شهرستان هاجیدیموفو واقع شده‌است.